# Ricardo Madrazo
Ricardo de Madrazo y Garreta (Madrid, 7 de febrero de 1852-Madrid, 18 de agosto de 1917) fue un pintor español, hijo y discípulo de Federico Madrazo, hermano de Raimundo Madrazo y nieto de José Madrazo. Influido por Mariano Fortuny, tanto por la técnica preciosista como por los temas orientales, que le encuadran en el grupo de los orientalistas españoles, fue un agudo retratista, además de una autoridad en la clasificación de la pintura antigua.

## Biografía
Ricardo Frederico de Madrazo y Garretta nació en Madrid en el seno de una familia de artistas de origen noble. Su abuelo era José de Madrazo, pintor y antiguo director del Museo del Prado; su padre era Federico de Madrazo, también pintor; sus tíos eran Luis de Madrazo, pintor, Pedro de Madrazo, crítico de arte, y Juan de Madrazo, arquitecto; mientras que su hermano era Raimundo de Madrazo y Garreta, también pintor. Su abuelo materno fue Tadeusz Kuntze, pintor polaco. La familia Madrazo ha sido descrita como una de las dinastías pictóricas más importantes, que dominó literalmente la pintura del siglo XIX en España.
Él y su hermano, Raimundo, estudiaron inicialmente arte con su padre. Más tarde realizó estudios formales en la Real Academia de Bellas Artes de San Fernando con Joaquín Espalter y Rull y los escultores Ricardo Bellver y Ponciano Ponzano.
En 1866 entabla amistad con Mariano Fortuny, que tendrá una gran influencia en su arte y en su vida. Al año siguiente, Fortuny se casó con su hermana, Cecilia de Madrazo. Acompañó a la familia Fortuny a Toledo, y luego fue con él a Roma, donde estudió en la Accademia Chiggi. Más tarde, él y su hermano Raimundo trabajarían en el taller de Fortuny.

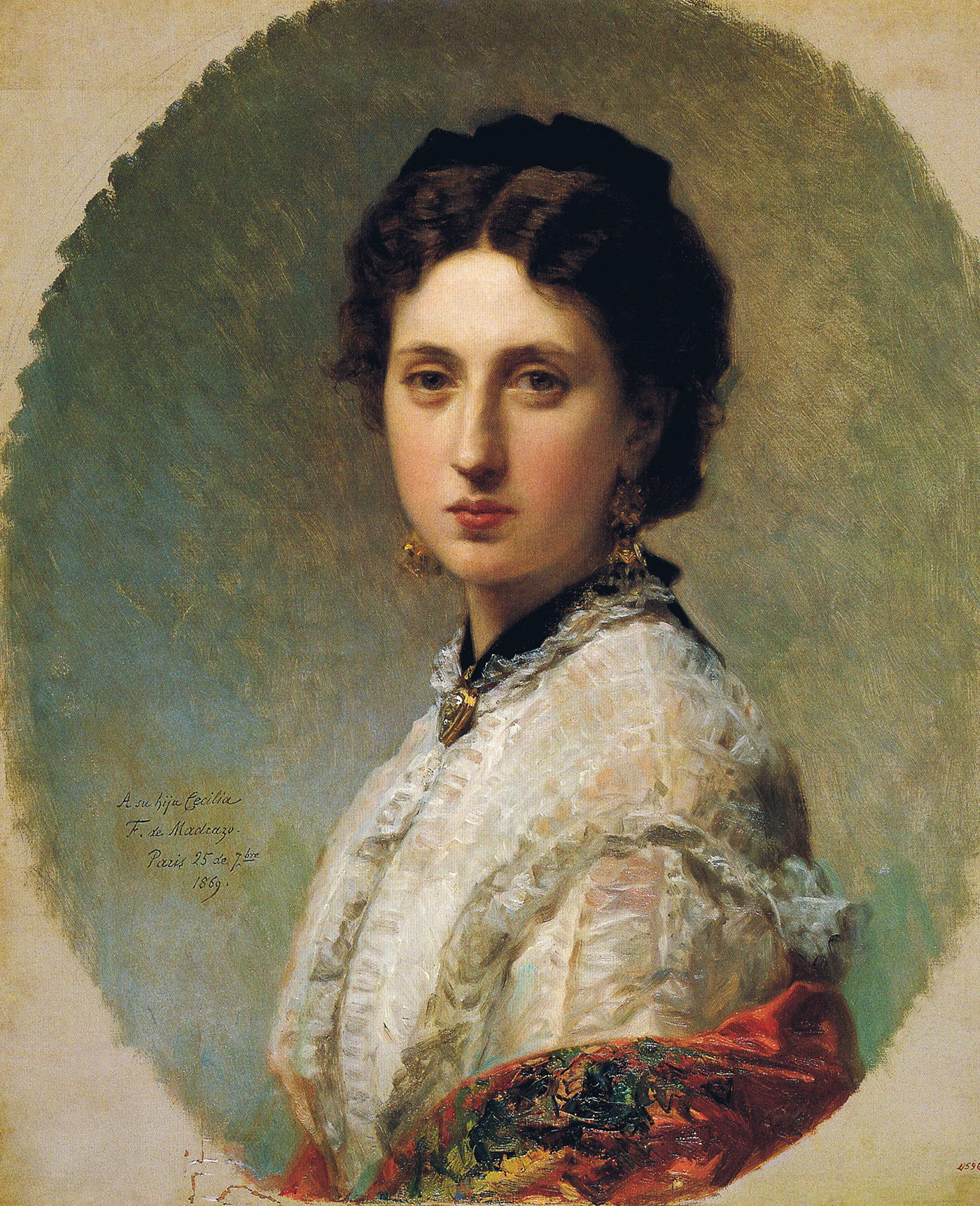
Cecilia de Madrazo, cuadro de Federico de Madrazo, 1869. La hermana de Ricardo, Cecilia, se casó con el amigo de Ricardo, la gran pintor español Mariano Fortuny

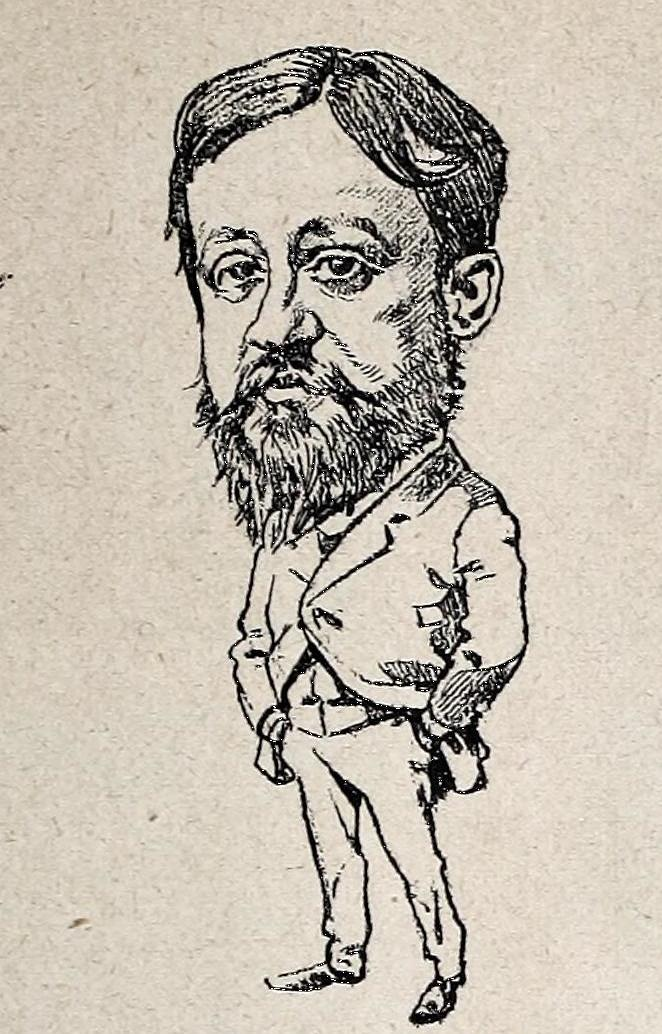
Ricardo Madrazo en una caricatura de Cilla (Blanco y Negro, 1894)

De Madrazo volvió a acompañar a Fortuny y a su familia cuando se trasladaron a París y se dedicó a copiar obras en el Louvre y en el Museo del Luxemburgo. Durante la guerra franco-prusiana, él y Raimundo volvieron a España, instalándose en Granada. Más tarde, viaja a Marruecos con Fortuny y José Tapiró y Baró, y luego regresa a Roma. Volvió a viajar a Marruecos tras la prematura muerte de Fortuny en 1874. Tras la muerte de Fortuny, de Madrazo se ocupó de su estudio; catalogó sus obras y organizó una subasta en el Hôtel Drouot de París. Mientras tanto, su hermana, Cecilia, dedicó el resto de su vida a preservar la memoria de su marido.
Tras la muerte de Fortuny, de Madrazo se movió entre París, Madrid y Tánger; vivió en Venecia durante un corto periodo de tiempo, se casó en 1884 y finalmente se instaló en Madrid en 1885 y la utilizó como base para realizar viajes anuales a París y Venecia. Una vez establecido en Madrid, comenzó a centrarse en los retratos, que eran la especialidad de la familia Madrazo. Entre los que le visitaron en su estudio estuvieron la reina María Cristina, el filántropo Archer Milton Huntington, el coleccionista de arte francés Paul Durand-Ruel y el presidente William Taft. Su conocimiento del arte antiguo le convirtió en un asesor muy solicitado. Fallecido en Madrid el 18 de agosto de 1917, fue enterrado en el cementerio de San Isidro.

## Obras
Sus trabajos más conocidos incluyen:
- Marroquíes
- Toledo: Turistas y Mendigos
- Un Mercado de Fez
- Alto en una Caravana árabe
- Atelier de Fortuny (Estudio de Mario Fortuny en Roma), 1874 (ahora en el Museo Nacional de Arte de Cataluña)
- Resto de la Caravana Árabe, 1880
- Un Árabe de Sud, 1881

## Galería

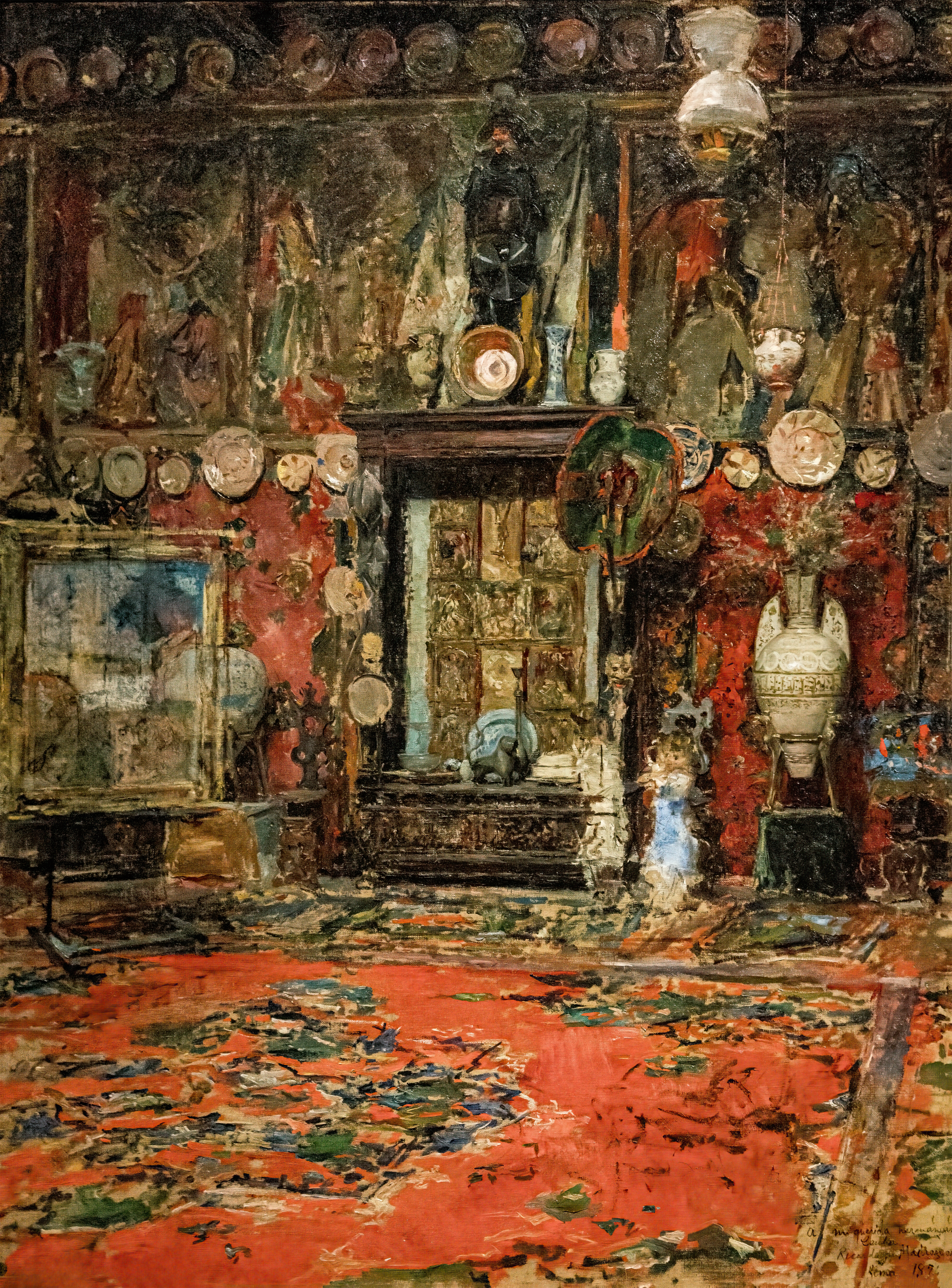
Estudio de Mario Fortuny, 1874
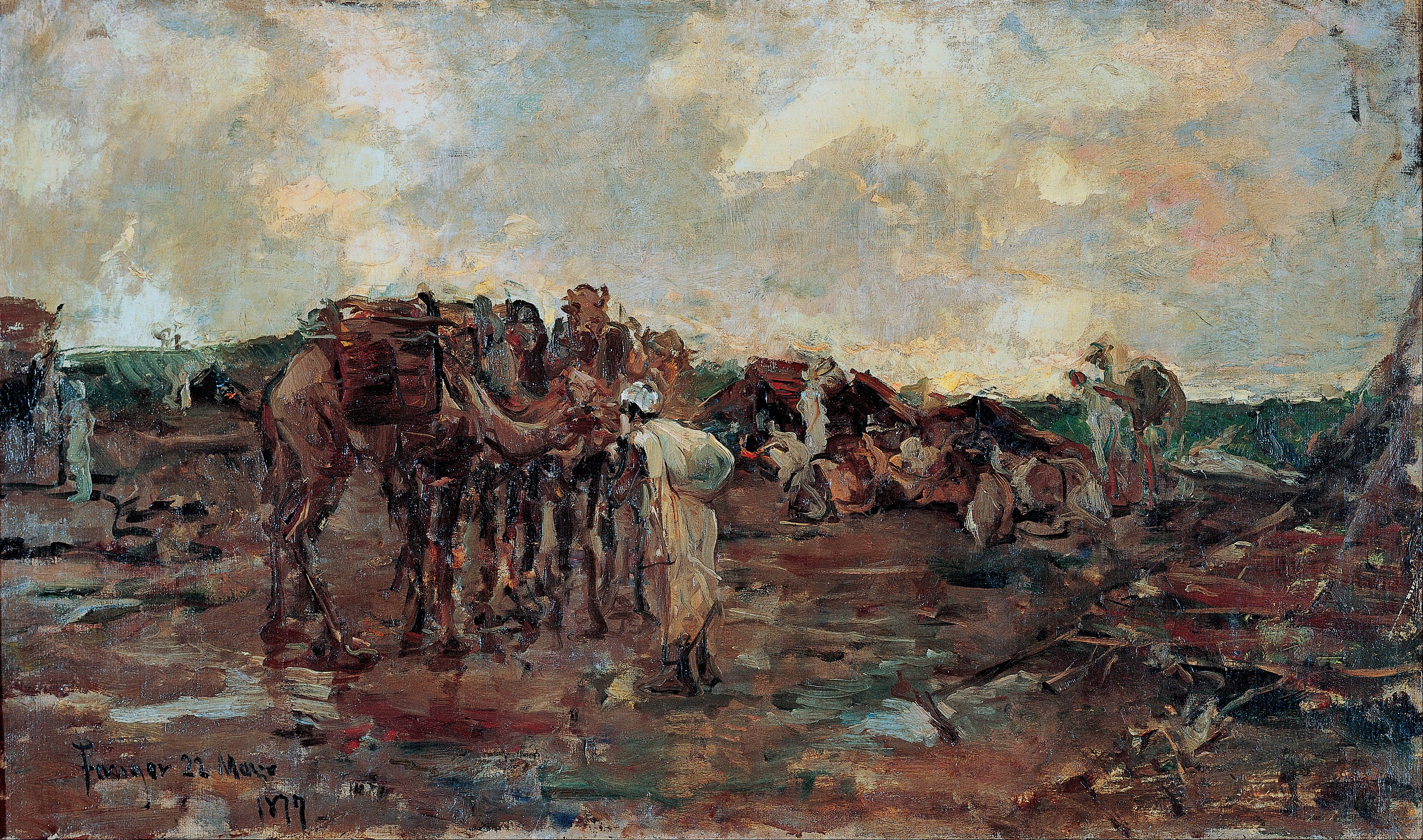
Alto en una Caravana Árabe, 1877
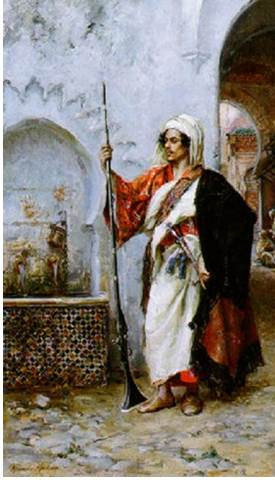
Guerrero Árabe en una Fuente, 1878
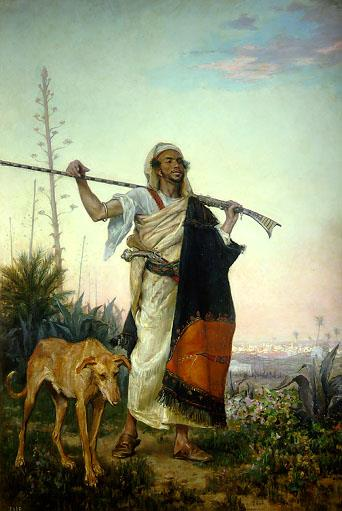
Un Árabe de Sur, 1881
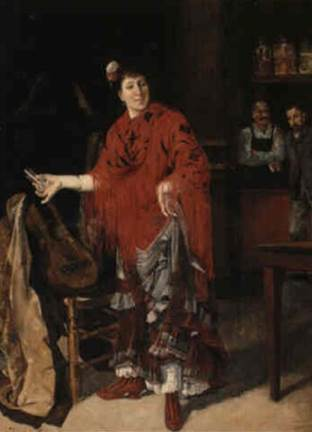
La Cantaora, 1901
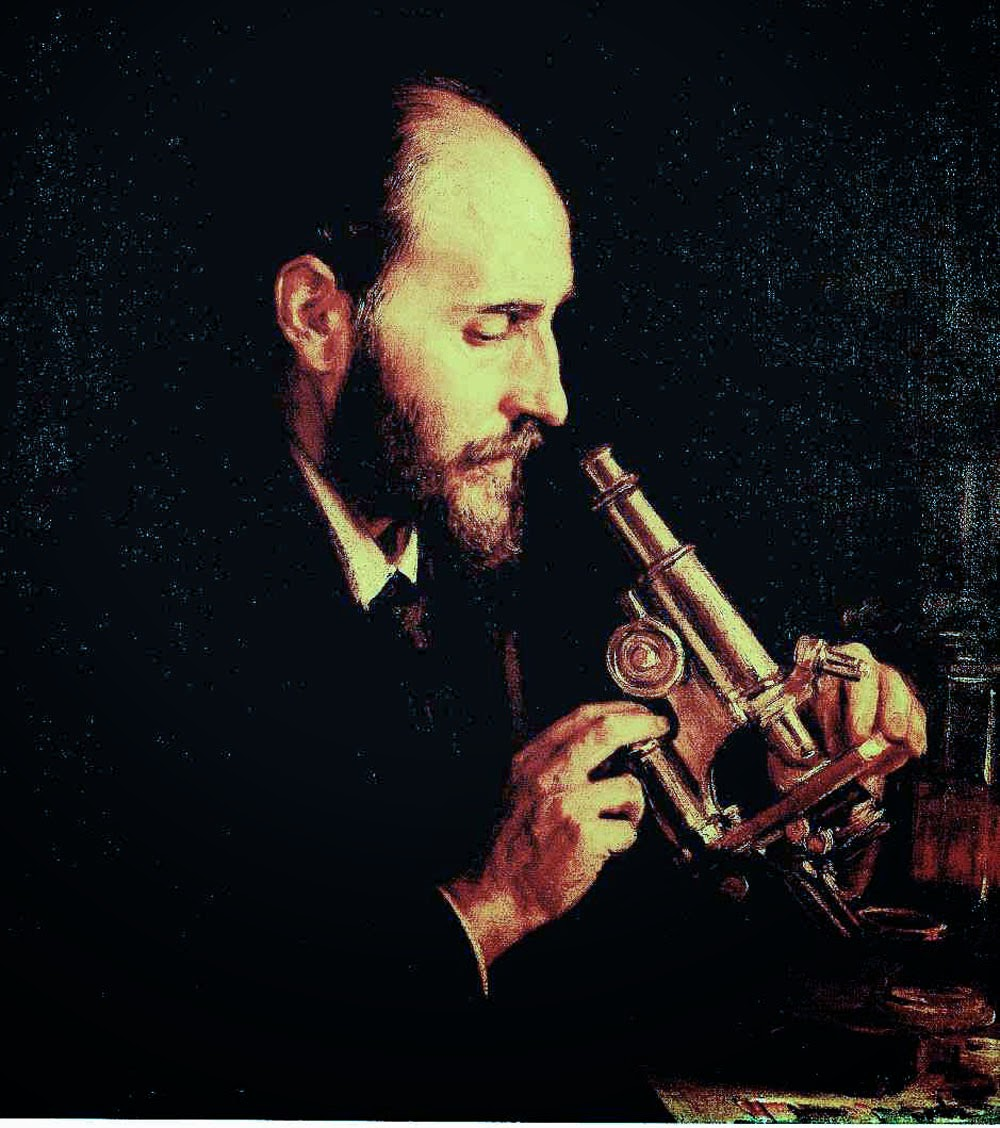
Retrato de Santiago Ramón y Cajal, 1910